# Komenda Rejonu Uzupełnień Lida

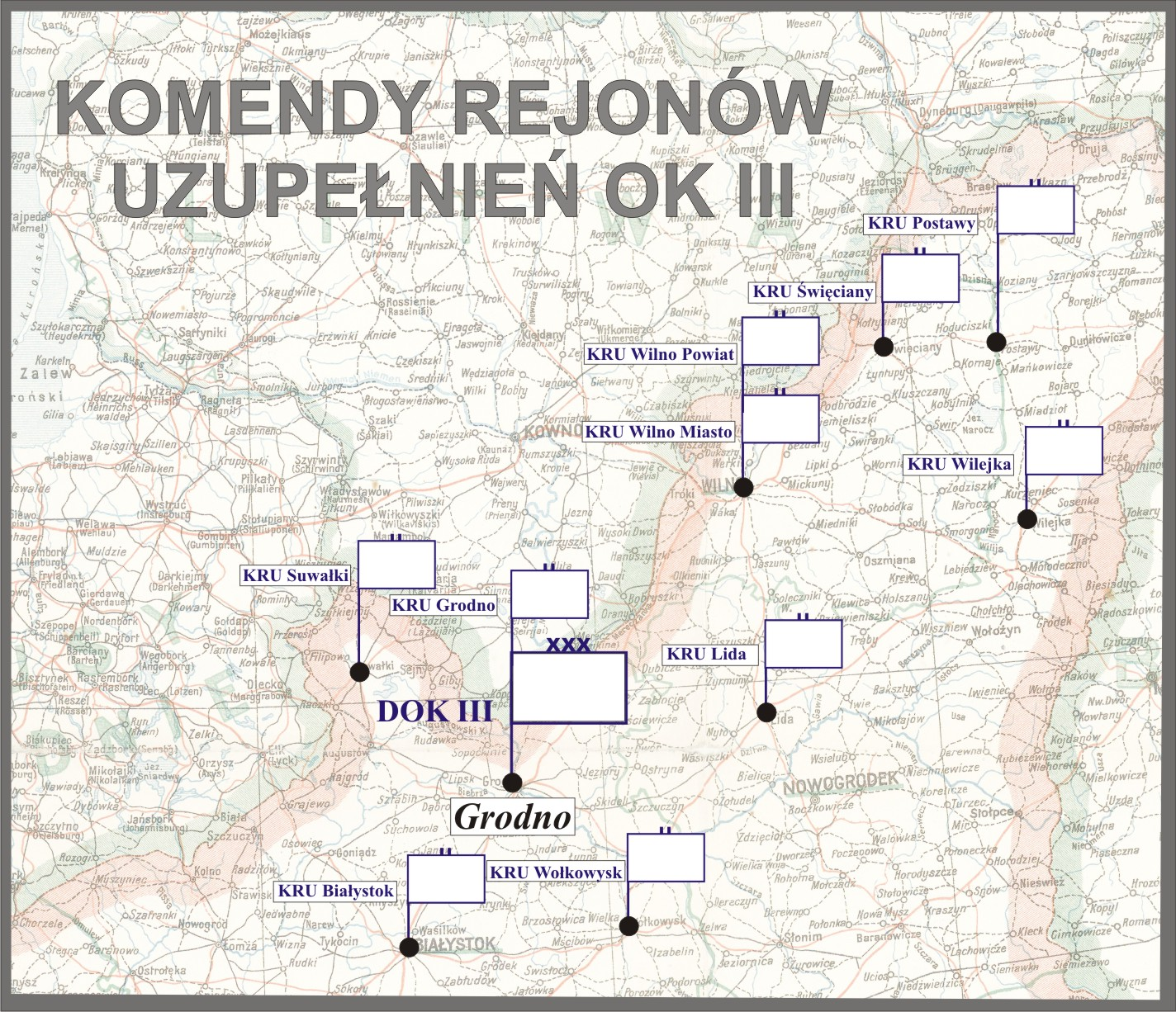
Komendy rejonów uzupełnień DOK III

Komenda Rejonu Uzupełnień Lida (KRU Lida) – organ wojskowy właściwy w sprawach uzupełnień Sił Zbrojnych II Rzeczypospolitej i administracji rezerw w powierzonym mu rejonie.

## Historia komendy
25 stycznia 1922 roku w lokalu „Koła Polek” w Lidzie odbyło się zebranie przedstawicieli miasta i wpływowych osób pod przewodnictwem burmistrza Roszkowskiego. W trakcie zebrania kapitan Zieliński-Zielan przedstawił stanowisko Ministerstwa Spraw Wojskowych w kwestii powołania Związków Strzeleckich, a podporucznik Mikiewicz, oficer instrukcyjny przy PKU zaprezentował efekty dotychczasowej pracy w powiatach lidzkim i wołożyńskim. Efektem zebrania było powołanie Obywatelskiego Tymczasowego Komitetu Organizacyjnego Towarzystwa Związku Strzeleckiego w Lidzie. Na zakończenie zebrania, jego uczestnikom podziękowania złożył komendant PKU major Chrystowski.
Z dniem 1 czerwca 1922 roku została zlikwidowana gospoda inwalidzka przy PKU Lida. W tym czasie komenda w dalszym ciągu pozostawała na obszarze podporządkowanym Dowództwu 2 Armii.
Z dniem 21 maja 1929 roku na obszarze województwa nowogródzkiego został utworzony powiat szczuczyński, który został włączony do PKU Lida.
W marcu 1930 roku PKU Lida nadal podlegała Dowództwu Okręgu Korpusu Nr III i administrowała powiatami: lidzkim, wołożyńskim i szczuczyńskim (woj. nowogródzkiego). W grudniu tego roku posiadała skład osobowy typ I.
31 lipca 1931 roku gen. dyw. Kazimierz Fabrycy, w zastępstwie ministra spraw wojskowych, rozkazem B. Og. Org. 4031 Org. wprowadził zmiany w organizacji służby poborowej na stopie pokojowej. Zmiany te polegały między innymi na zamianie stanowisk oficerów administracji w PKU na stanowiska oficerów broni (piechoty) oraz zmniejszeniu składu osobowego PKU typ I–IV o jednego oficera i zwiększeniu o jednego urzędnika II kategorii. Liczba szeregowych zawodowych i niezawodowych oraz urzędników III kategorii i niższych funkcjonariuszy pozostała bez zmian.
19 marca 1932 roku ogłoszono nadanie Krzyża Niepodległości chor. Napoleonowi Gustawowi Banaszewskiemu z PKU Lida.
1 lipca 1938 roku weszła w życie nowa organizacja służby uzupełnień, zgodnie z którą dotychczasowa PKU Lida została przemianowana na Komendę Rejonu Uzupełnień Lida przy czym nazwa ta zaczęła obowiązywać 1 września 1938 roku, z chwilą wejścia w życie ustawy z dnia 9 kwietnia 1938 roku o powszechnym obowiązku wojskowym. Obok wspomnianej ustawy i rozporządzeń wykonawczych do niej, działalność KRU Lida normowały przepisy służbowe MSWojsk. D.D.O. L. 500/Org. Tjn. Organizacja służby uzupełnień na stopie pokojowej z 13 czerwca 1938 roku. Zgodnie z tymi przepisami komenda rejonu uzupełnień była organem wykonawczym służby uzupełnień .
Komendant rejonu uzupełnień w sprawach dotyczących uzupełnień Sił Zbrojnych i administracji rezerw podlegał bezpośrednio dowódcy Okręgu Korpusu Nr III, który był okręgowym organem kierowniczym służby uzupełnień. Rejon uzupełnień nie uległ zmianie i nadal obejmował powiaty: lidzki, wołożyński i szczuczyński.

## Obsada personalna
Poniżej przedstawiono wykaz oficerów zajmujących stanowisko komendanta Powiatowej Komendy Uzupełnień i komendanta rejonu uzupełnień oraz wykaz osób funkcyjnych (oficerów i urzędników wojskowych) pełniących służbę w PKU i KRU Lida, z uwzględnieniem najważniejszych zmian organizacyjnych przeprowadzonych w 1926 i 1938 roku.
Komendanci
- ppłk Franciszek Ksieniewicz (od I 1920[15])
- mjr piech. Józef Chrystowski (1922[16] → komendant PKU Wilno)
- ppłk piech. Jan Karol Kopeć (1923[17] – I 1925 → 85 pp[18])
- mjr / ppłk piech. Władysław Putrament (II 1925[19] – IX 1933[20])
- ppłk dypl. piech. Modest Wacław Ratuszyński (IX 1933[21] – VII 1935 → dyspozycja dowódcy OK III[22])
- mjr piech. Karol Józef Klimczyk (VIII 1935[23] – ? → komendant RU Kielce)
- mjr piech. Stanisław Kuszelewski (do 1939[24], †1940 Katyń)

Obsada pozostałych stanowisk funkcyjnych PKU w latach 1921–1925
- I referent
  - kpt. piech. Stefan IV Zieliński (był w 1923 – I 1925[18] → I referent PKU Mołodeczno w Wilejce)
  - mjr piech. Stefan Sacewicz (I 1925[18] – II 1926 → kierownik I referatu)
- II referent
  - urzędnik wojskowy XI rangi Stanisław Talko-Brzecki (do XII 1922[27] → OE Lida)
  - kpt. piech. Stanisław II Moniuszko (XII 1922[28] – 17 X 1923[29] → PKU Kielce)
  - kpt. kanc. Piotr Hłuszanin (od 17 X 1923[30])
  - por. piech. Jan Strzyżewski (XII 1923[31] – III 1924[32] → I referent PKU Mołodeczno w Wilejce)
  - por. piech. Bolesław Leszczyński (XII 1923[32] – II 1926 → kierownik II referatu)
- referent – urzędnik wojsk. XI rangi Stefan Ceremuga
- oficer instrukcyjny – por. piech. Kazimierz Ankiewicz (do VI 1925[33] → 77 pp)
- oficer ewidencyjny na powiat lidzki
  - urzędnik wojskowy XI rangi Stanisław Talko-Brzecki (od XII 1922)
  - por. piech. Zygmunt Tumielewicz (1923 – VI 1924[34] → 76 pp)
- oficer ewidencyjny Wołożyn – wakat

Obsada pozostałych stanowisk funkcyjnych PKU w latach 1926–1938
- kierownik I referatu administracji rezerw
  - mjr piech. Stefan Sacewicz (od II 1926)
  - mjr piech. Wojciech Dziadosz (od IV 1928[38])
  - kpt. piech. Antoni Michalski (był w 1932 – VI 1938 → kierownik I referatu KRU)
- kierownik II referatu poborowego
  - por. piech. Bolesław Leszczyński (od II 1926, był w 1928)
  - por. piech. Szczepan Kornet (IX 1930[39] – VI 1938 → kierownik II referatu KRU)
- referent
  - por. Stanisław Jundziłło-Zalfresso (od II 1926 → PKU Jarocin)
  - por. piech. Szczepan Kornet (był w 1928, do IX 1930 → kierownik II referatu)

Obsada pozostałych stanowisk funkcyjnych PKU w latach 1938–1939
- kierownik I referatu ewidencji – mjr adm. (piech.) Antoni Michalski (był w III 1939) †1940 Katyń[41]
- kierownik II referatu uzupełnień – kpt. adm. (piech.) Szczepan Kornet[c] (był w III 1939 → w niewoli sowieckiej)